# やまもとかずや
やまもと かずや（本名: 山本 一也、1975年3月21日 - ）は、日本の男性漫画家。新潟県糸魚川市寺町出身。

## 経歴・逸話
- 1996年に「君が見た地球（ほし）」で『週刊少年ジャンプ』天下一漫画賞準入選。同作品でデビュー。代表作はバスケットボール漫画の『I'm A Faker!』。
- 自身も大のバスケファンであり、NBAの選手のトレーディングカード収集を趣味としている。
- 松井優征のアシスタントを務めていた事がある。
- 少年誌での活動後、「風屋カズヤ」名義で主にパチスロ漫画を執筆。

## 作品一覧

### やまもとかずや名義
- 君が見た地球
- いつき『週刊少年ジャンプ』2000年9号
- High Flyer
- RUSH!『赤マルジャンプ』2001WINTER号
- I'm A Faker!『週刊少年ジャンプ』連載（集英社ジャンプコミックス 全2巻）
- 沙良羅『赤マルジャンプ』2003SPRING号
- アークザラッド ジェネレーション

### 風屋カズヤ名義
- スロびと
- スロの女神さま!? 『スーパーパチスロ777』連載 (竹書房バンブーコミックス 全1巻)
- 週刊マンガ世界の偉人 マザー・テレサ編 (朝日新聞出版『大人になるまでに学びたい 夢・情熱・好奇心の育て方 マンガ世界の偉人2』収録)
- スロリーテイル (協力 中段ちぇりこ)『パチスロパニック7』
- ギブミーリリーフ『パチスロパニック7』
- みさお伝 (共著 みさお)『パチスロパニック7』連載
- ミオリズム (原案提供 サワ・ミオリ)『パチスロパニック7ゴールド』連載